# Rešef
Resef, déu fenici de la guerra, tot i que també posseeix altres perfils com el de divinitat sanadora. Se l'identifica amb el grec Apol·lo, però també amb el mateix Melqart. La seva presència a la península Ibèrica està documentada per algunes representacions. La seva popularitat testimonia que el procés colonial fenici no es va desenvolupar sense violència.